# Javier Lliso
Javier Lliso, né le 18 août 1997 à Madrid en Espagne, est un skieur acrobatique espagnol spécialisé dans le freestyle.

## Carrière
Natif de Madrid, Javier Lliso est licencié au Club Esquí Colmenar. En 2017, Lliso est 47e des Mondiaux 2017 en slopestyle qui se disputent en Espagne à Sierra Nevada. Sur le même site, il devient cette année-là champion d'Espagne de la discipline. Il ambitionne alors de se qualifier pour les Jeux olympiques de 2022.
Le 18 janvier 2020, il obtient son meilleur résultat en Coupe du monde avec une quatrième place à Seiser Alm en slopestyle, sa discipline de prédilection.
En 2022 Lliso atteint son objectif de participation olympique et est le premier Espagnol, en compagnie de Thibault Magnin, à disputer le slopestyle qui a intégré le programme olympique en 2014. Ils sont également présents en Big air qui est une nouvelle épreuve aux Jeux. Lliso termine sixième du Big air, obtenant ainsi un diplôme olympique. Il est ensuite 14e du slopestyle et est éliminé lors des qualifications.

## Palmarès

### Jeux olympiques
| Épreuve / Édition | Big air | Slopestyle |
| ----------------- | ------- | ---------- |
| JO 2022 Pékin     | 6e      | 14e        |

### Championnats du monde
| Épreuve / Édition           | Big air | Slopestyle |
| --------------------------- | ------- | ---------- |
| Mondiaux 2017 Sierra Nevada | -       | 47e        |
| Mondiaux 2019 Park City     | 45e     | 28e        |
| Mondiaux 2021 Aspen         | 26e     | 22e        |

### Coupe du monde
- Meilleur résultat d'épreuve : 4e

### Championnats d'Espagne
- Vainqueur du slopestyle en 2021 et 2022.